# Trichoderma sulphureum

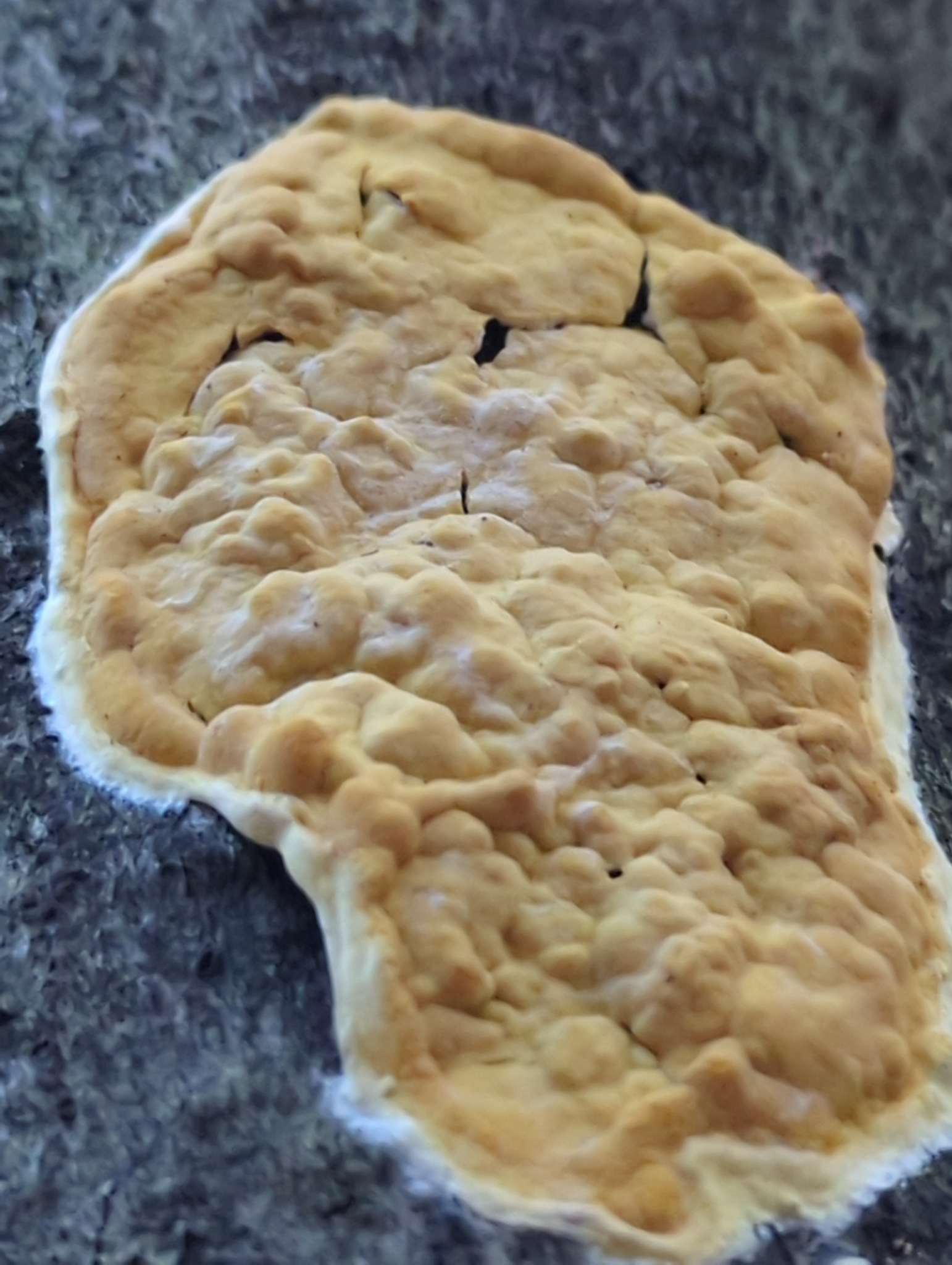

Trichoderma sulphureum (Schwein.) Jaklitsch & Voglmayr – gatunek grzybów należący do rodziny rozetkowatych (Hypocreaceae).

## Systematyka i nazewnictwo
Pozycja w klasyfikacji według Index Fungorum: Trichoderma, Hypocreaceae, Hypocreales, Hypocreomycetidae, Sordariomycetes, Pezizomycotina, Ascomycota, Fungi.
Po raz pierwszy opisał go w 1832 r. Lewis David von Schweinitz, nadając mu nazwę Sphaeria sulphurea. Obecną nazwę nadali mu Jaklitsch i Voglmayr w 2013 r. Synonim: Hypocrea strictipilosa P. Chaverri & Samuels 2003.
- Hypocrea sulphurea (Schwein.) Sacc. 1883
- Hypocrea sulphurea f. macrospora Yoshim. Doi 1972
- Sphaeria sulphurea Schwein. 1832

## Morfologia
Tworzy rozpostarte, płaskie podkładki, w stanie świeżym żółte, w eksykatach jasnożółte, o nieregularnym brzegu, średnicy 0,8–2 cm i grubości 0,3 mm, o powierzchni punktowanej szarobrązowymi ostiolami. Zbudowane są z pseudoparenchymatycznych, wielościennych komórek o średnicy 5–9 μm; powierzchnia podkładek tworzy obszar wyraźnie oddzielony od warstwy wewnętrznej. Warstwa zewnętrzna zbudowana jest z cienkościennych, kulistych komórek o średnicy 3–7 μm, ściankach żółtawych, lekko pigmentowanych, warstwa wewnętrzna, poniżej powierzchni podkładek zbudowana jest ze smukłych, szklistych strzępek. Perytecja niemal kuliste, o średnicy 125–155 μm i szyjką ostioli o długości 50–65 μm. Worki cylindryczne, 112,5–125 × 4–5 μm z 16 zarodnikami częściowo ułożonymi jednorzędowo. Zarodniki częściowo szkliste, chropowate lub z szorstkimi brodawkami, odwrotnie jajowate, o wymiarach 4–6(–8) µm.

## Występowanie i siedlisko
Podano stanowiska Trichoderma sulphureum na wszystkich kontynentach poza Afryką i Antarktydą. Występuje również w Polsce.